# Lewis (satellite)
Pour les articles homonymes, voir Lewis.
Lewis était un satellite américain qui aurait dû être exploité par la NASA dans le cadre de la Small Satellite Technology Initiative. Il transportait deux instruments d'imagerie expérimentale de la Terre et une charge utile astronomique dans l'ultraviolet. En raison d'un défaut de conception, il est tombé en panne dans les trois jours suivant son arrivée en orbite, avant de commencer ses opérations.
Lewis était un engin spatial de 288 kilogrammes conçu pour fonctionner entre un et trois ans. Il a été construit par TRW en vertu d'un contrat signé le 11 juillet 1994. Ses principaux instruments étaient Hyperspectral Imager (HSI), Linear Etalon Imaging Spectral Array (LEISA) et l'expérience Ultraviolet Cosmic Background (UCB). Un certain nombre de démonstrateurs technologiques ont également été embarquées.

## Lancement
Lewis a été lancé par une fusée LMLV-1 (Athena I) depuis le Space Launch Complex 6 de la Vandenberg Space Force Base. Le lancement devait initialement avoir lieu en septembre 1996, mais il a été retardé en raison de problèmes techniques affectant la fusée. Le lancement a finalement eu lieu le 23 août 1997 à 06h51:01 GMT. Lewis a été placé avec succès sur une orbite d'attente dotée d'un apogée de 134 km, d'un périgée de 124 km et de 97,5 degrés d'inclinaison. Lewis devait atteindre une orbite plus haute, à une altitude de 523 km.

## Échec de la mission
Le 26 août, le satellite a commencé une rotation incontrôlée à une vitesse de 2 tr/min, ce qui a entraîné une perte de communication avec les contrôleurs au sol et a empêché ses panneaux solaires de générer de l'énergie. Les contrôleurs ont été incapables de reprendre contact avec le satellite et celui-ci a été déclaré perte totale. Il est rentré dans l'atmosphère le 28 septembre 1997 à 11h58 GMT. La cause de l'échec a par la suite été établie comme un défaut de conception du système de contrôle d'attitude, conçu pour le satellite TOMS-EP (de) et non suffisamment modifié pour être compatible avec Lewis.